# Van-Nelle-Fabrik
Die Van-Nelle-Fabrik (niederländisch Van Nelle Ontwerpfabriek) war der zwischen 1923 und 1931 erbaute Firmensitz des niederländischen Kaffee-, Tee- und Tabakproduzenten Van Nelle am Van Nelleweg 1 in Rotterdam. Sie gehört seit 2014 als Kulturobjekt zum UNESCO-Welterbe.

## Geschichte

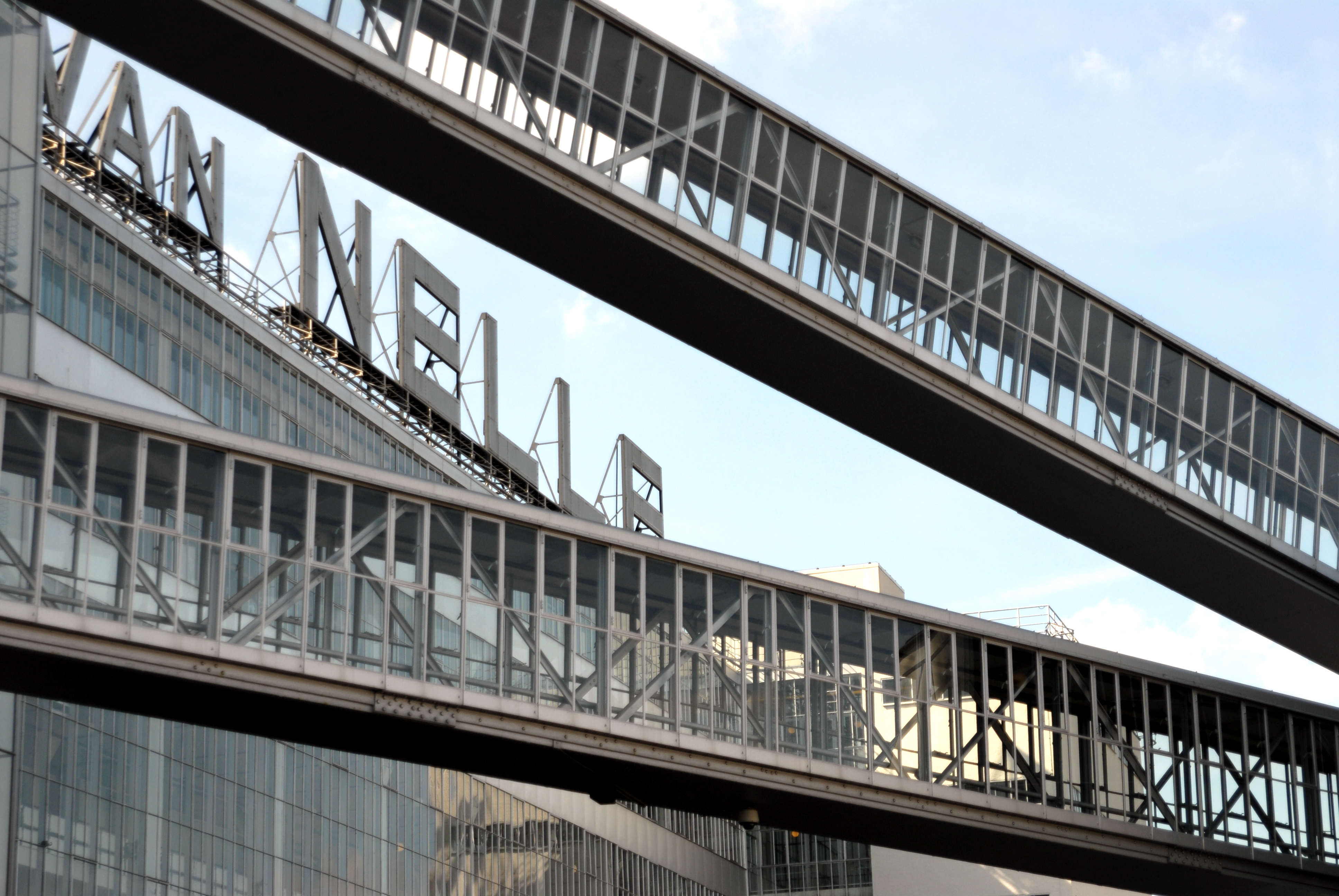
Transportbrücken und Firmenlogo

Die Firma Van Nelle wurde im Jahr 1782 als ein Kolonialwaren Geschäft für Kaffee, Tee und Tabak gegründet. Im Laufe der Zeit entwickelte sich der Familienbetrieb zu einem Fabrikgewerbe. Nach dem Ersten Weltkrieg fehlte der Firma am damaligen Firmensitz der Platz für eine weitere Expansion. Daher wurde das Architekturbüro Brinkman & Van der Vlugt beauftragt, einen neuen Firmensitz im Industriegebiet Spaanse Polder zu schaffen. Für den Entwurf zeichnete schließlich Leendert van der Vlugt verantwortlich.
Von 1931 bis 1990 war dann die heute geschützte Kontor- und Produktionsstätte Sitz der Firma Van Nelle. Bei ihrer Fertigstellung war sie einer der innovativsten und modernsten Fabrikkomplexe und ein Musterbeispiel der architektonischen Moderne und des internationalen Stils. Gekennzeichnet wurde der Entwurf durch seine transparenten und filigranen Fassaden aus Spiegelglas sowie ihre pilzförmigen Betonsäulen. Ebenso spielten Licht, Luft und Raum im Entwurf eine wichtige Rolle.
Die Schwachstromanlagen („automatische Fernsprechanlage, eine Personensuchanlage, Uhren-Arbeitszeitkontroll-Anlage, Wächterkontroll-Anlage, verschiedene Lichtsignal-Anlagen, Maschinenkontroll-Anlagen und eine Kesselhausanlage“) wurden von der Firma Siemens & Halske geliefert. Die Ausführung entsprach dem neuesten Stand der Technik. So konnten Fernsprecher an im Fußboden eingelassene Dosen angeschlossen werden, um jederzeit eine Verlegung bzw. Erweiterung der Telefonanlage zu ermöglichen. Ferner existierte eine Personensuchanlage für zwölf Mitarbeiter, die über an mehreren Stellen angebrachte Lampentafeln (mit den Nummern 1–12) benachrichtigt werden konnten. Dies geschah über einen Anruf an den gewünschten Mitarbeiter an seine um 200 erhöhte interne Telefonnummer. So war für die Suche des Teilnehmers mit der Anschlussnummer 309 die 509 zu wählen; sah der Gerufene seine Nummer (im Beispiel 9) auf der Lampentafel, konnte er zu irgendeinem Telefon gehen und seine um 300 erhöhte Nummer anrufen (im Beispiel 609), um direkt mit dem Anrufer verbunden zu werden. Überwiegend waren die Lichttafeln mit den Uhren kombiniert, „wobei es gelungen ist, eine sich dem Stil der Räume gut anpassende Wirkung zu erzielen“. Die Uhrenanlage wurde über zwei Hauptuhren mit Pendeln aus Nickelstahl gesteuert, um eine hohe Ganggenauigkeit zu gewährleisten. Die Hauptuhren wurden im Falle einer Störung automatisch umgeschaltet. Zur Kontrolle der Arbeitszeit gab es Stechuhren. Die Wächter mussten auf ihren Rundgängen mit einem Schlüssel Kontrollmelder betätigen, woraufhin die Zeiten minutengenau auf Kontrollstreifen aus Papier ausgedruckt wurden. Die Rauchgase des Kesselhauses wurden u. a. hinsichtlich CO2 und CO mit elektrischen Meldern, die Abgastemperatur mit einem thermoelektrischen Pyrometer überwacht. Die Laufzeiten von Maschinen wurden mittels Mehrfach-Tintenschreiber protokolliert.
Seit 1986 steht sie als Rijksmonument unter Denkmalschutz, und seit dem 21. Juni 2014 ist sie ein UNESCO-Weltkulturerbe.
In der Zeit von 1998 bis 2004 wurde die Fabrik renoviert. Seit Abschluss der Renovierung dient der Komplex, neben der Nutzung als Büroräumlichkeit, als Veranstaltungsort.

## Galerie

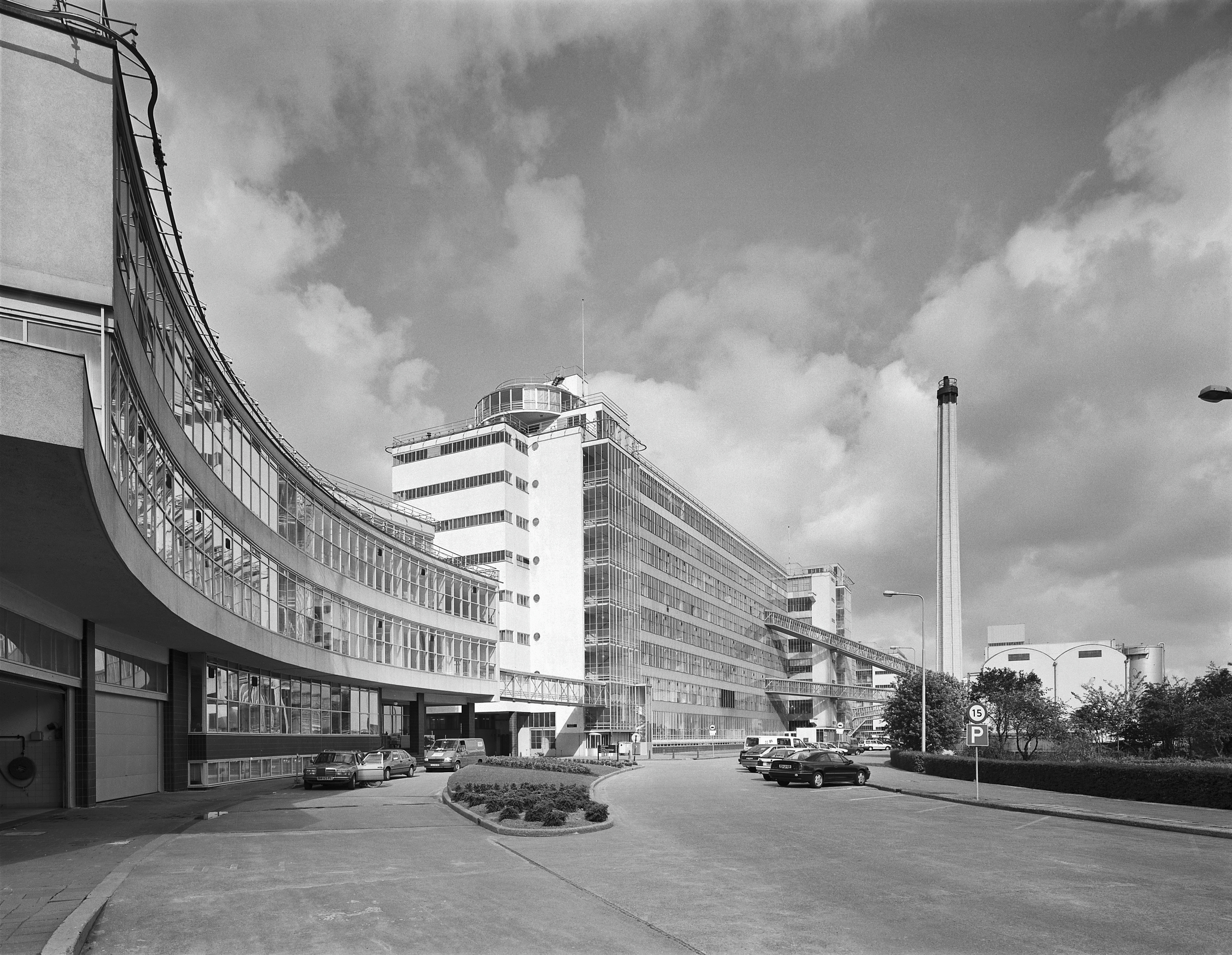
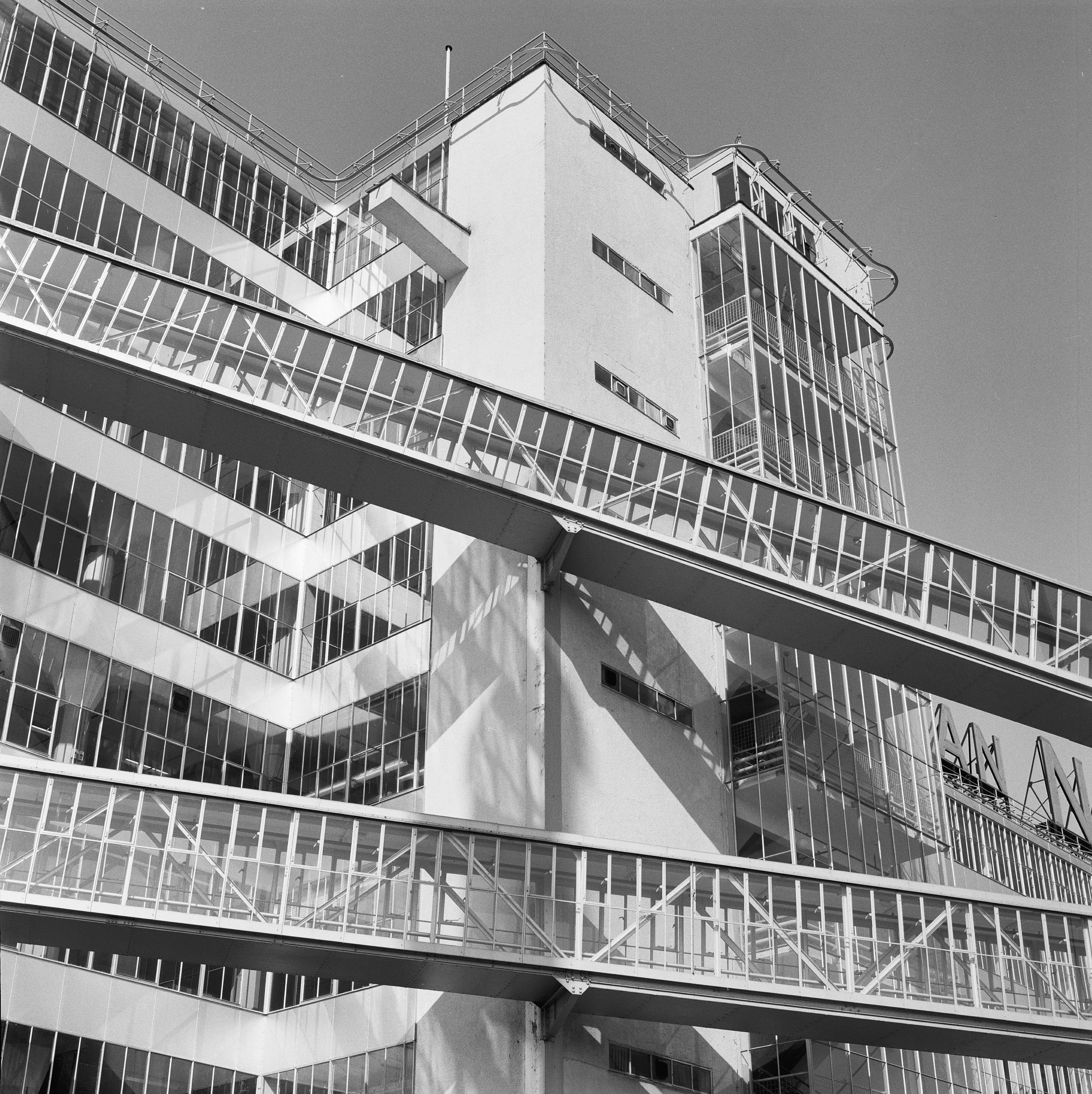
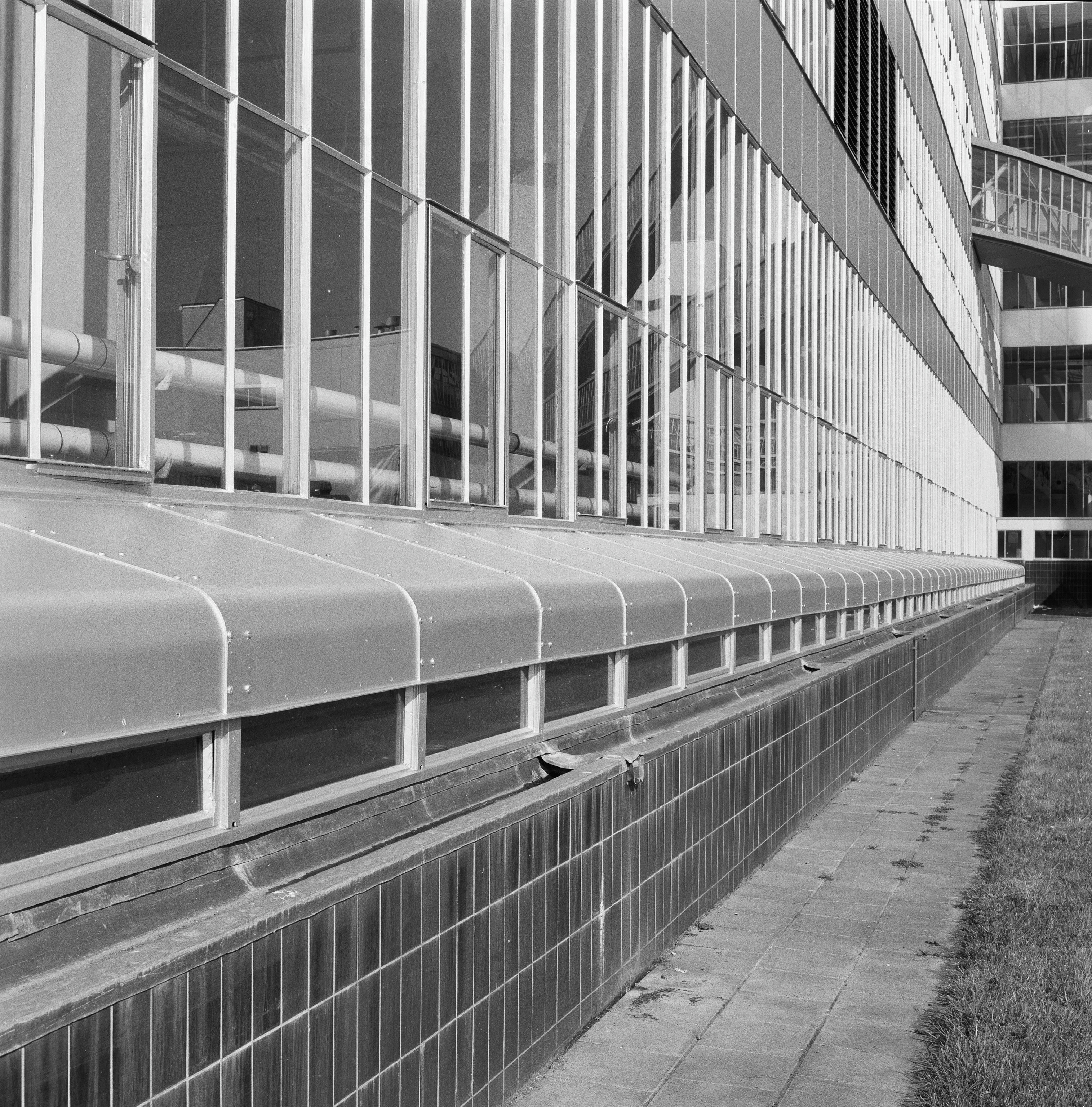
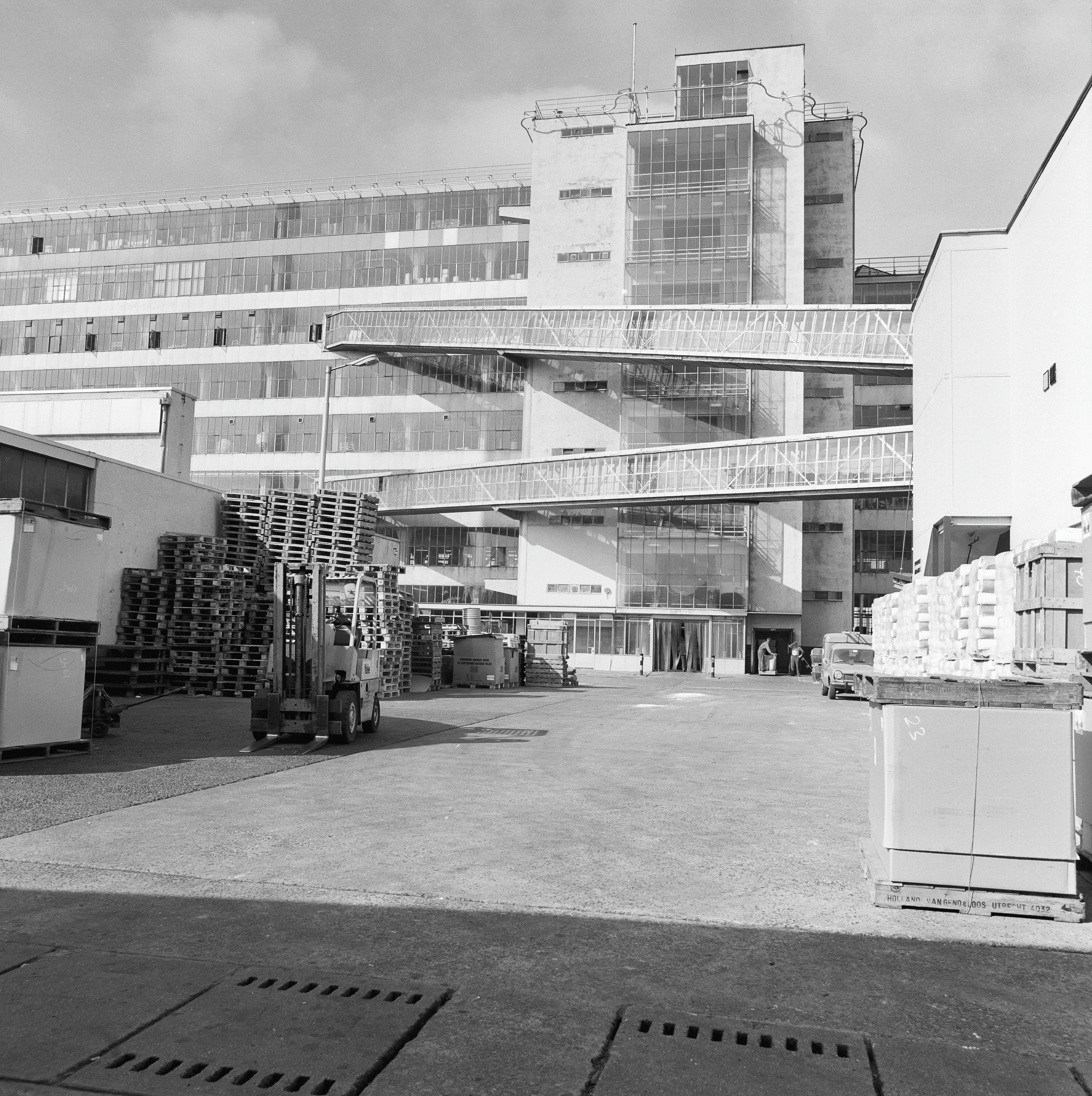
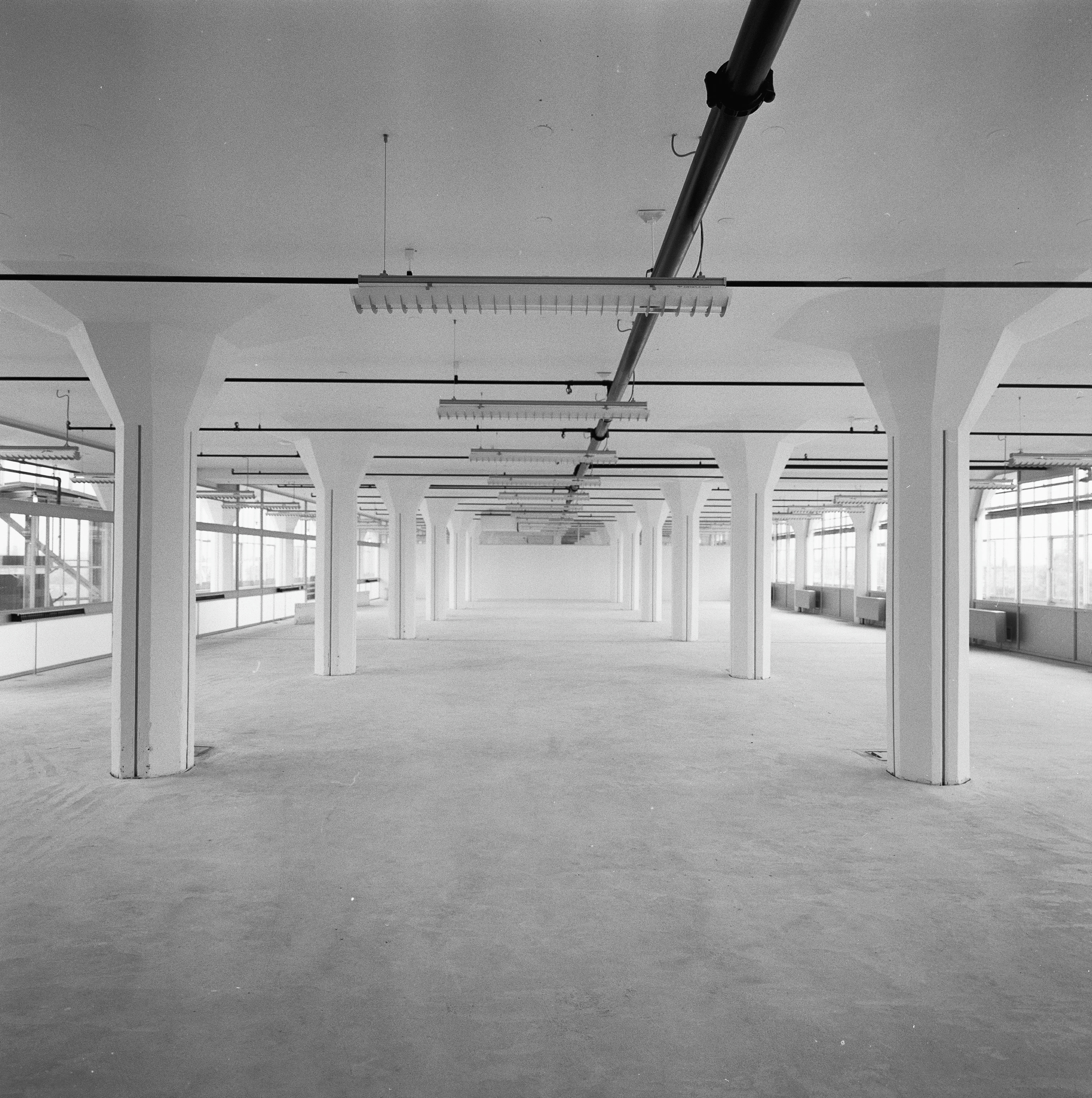
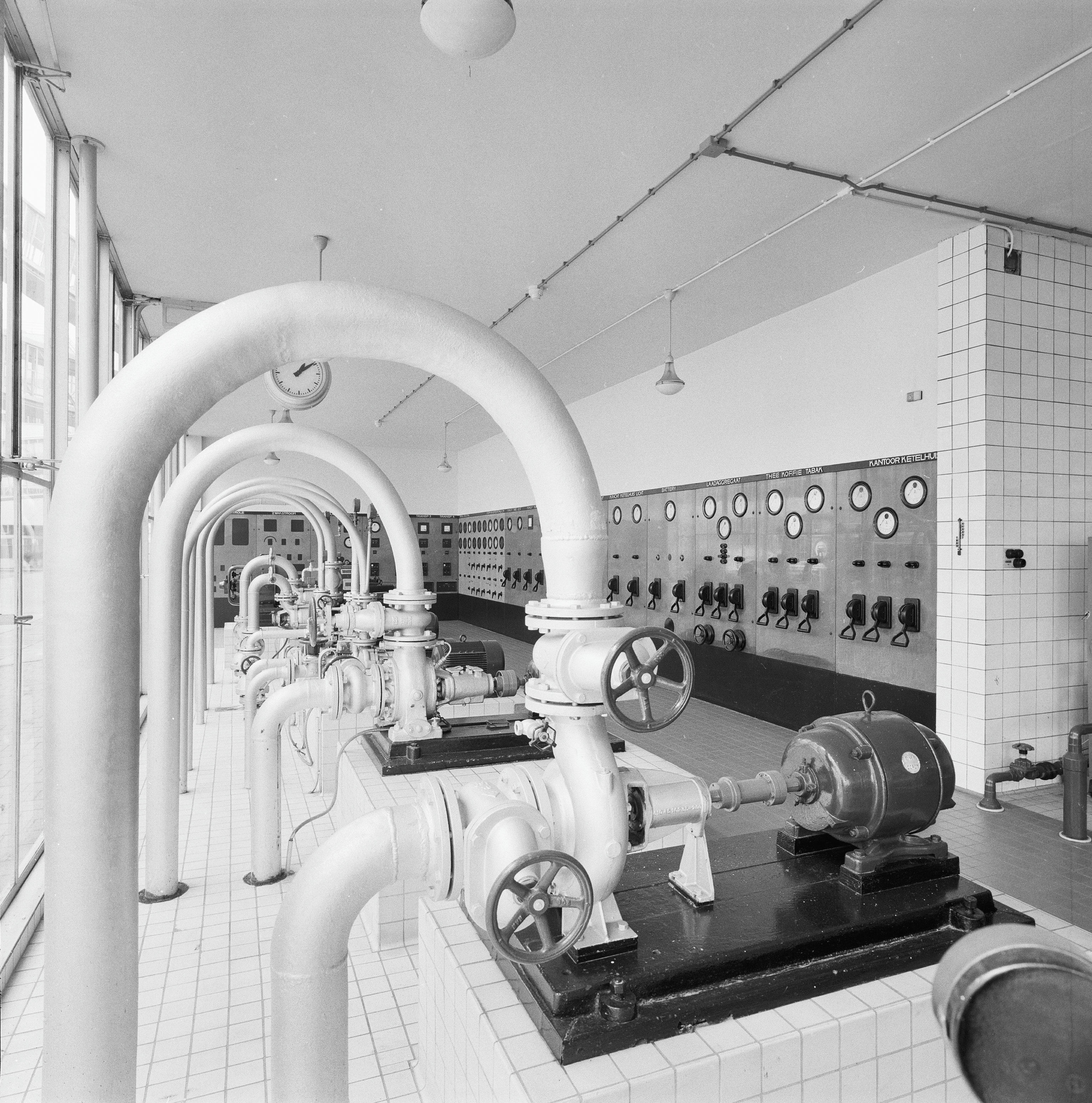
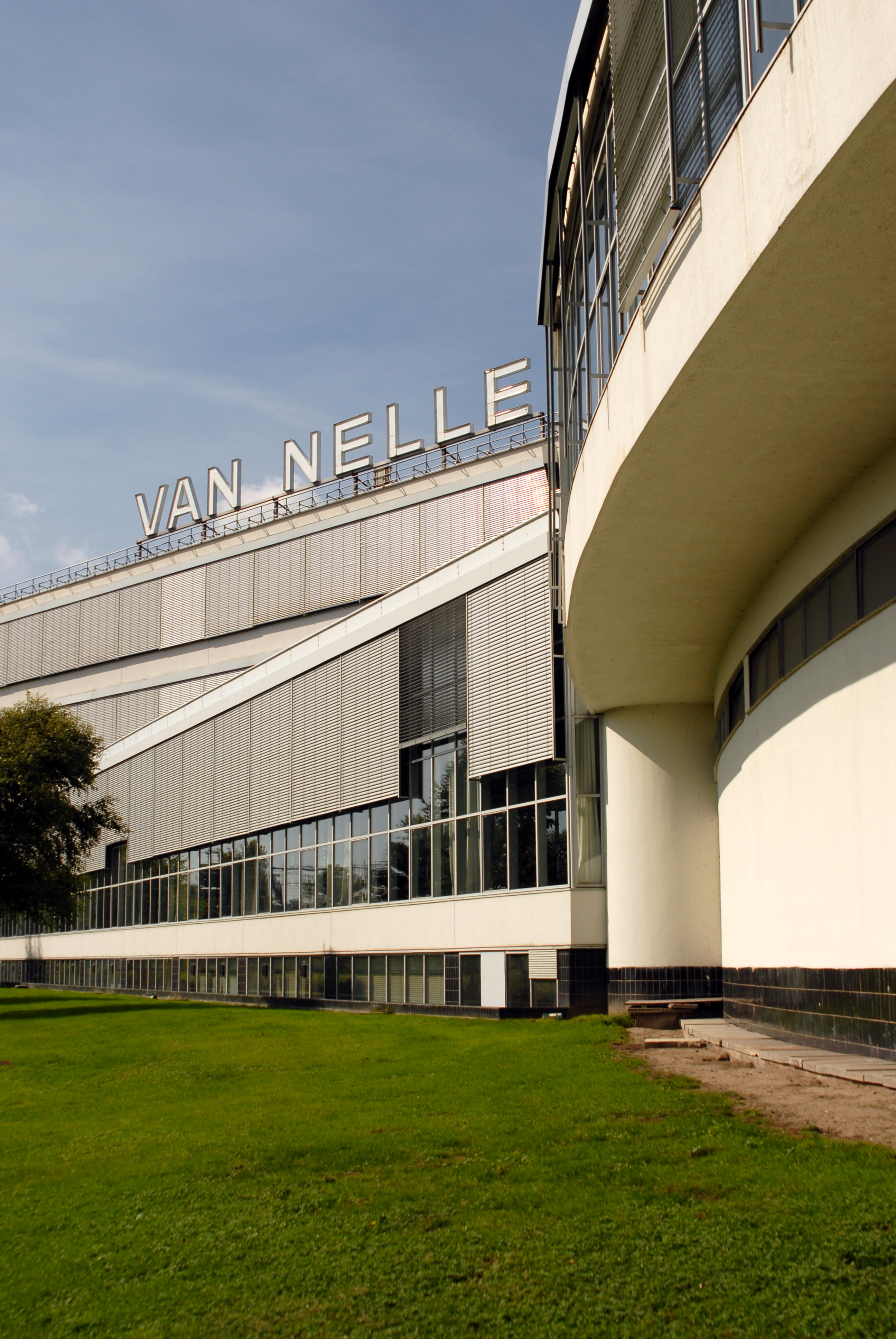